# Selección de fútbol de Occitania
La selección de fútbol de Occitania es el representativo a nivel de internacional de la Occitania, la cual es conformada por los territorios en Francia, España e Italia donde se habla occitano. El equipo es controlado por la Asociación de Fútbol de Occitania, fundada en 1901. Pero al no ser un territorio soberano no es reconocida ni por la FIFA ni por la UEFA, por lo cual no puede participar en los torneos que estas asociaciones organizan.
Occitania se afilió a la NF-Board el 25 de marzo de 2006, y obtuvo la organización de la primera Copa Mundial VIVA en noviembre de 2006, torneo en el que acabaron en la tercera posición.

## Occitania en competiciones
| Copa Mundial VIVA | Copa Mundial VIVA | Copa Mundial VIVA | Copa Mundial VIVA | Copa Mundial VIVA | Copa Mundial VIVA | Copa Mundial VIVA | Copa Mundial VIVA | Copa Mundial VIVA |
| Año               | Posición          | PJ                | PG                | PE                | PP                | GA                | GC                |                   |
| ----------------- | ----------------- | ----------------- | ----------------- | ----------------- | ----------------- | ----------------- | ----------------- | ----------------- |
| 2006              | 3.º               | 4                 | 2                 | 0                 | 2                 | 8                 | 10                |                   |
| 2008              | No participó      | No participó      | No participó      | No participó      | No participó      | No participó      | No participó      |                   |
| 2009              | 5.º               | 3                 | 1                 | 0                 | 2                 | 2                 | 6                 |                   |
| 2010              | 3.º               | 4                 | 2                 | 0                 | 2                 | 8                 | 3                 |                   |
| 2012              | 5.º               | 4                 | 3                 | 0                 | 1                 | 16                | 4                 |                   |
| Total             | 4/5               | 15                | 8                 | 0                 | 7                 | 34                | 23                |                   |

| Copa Mundial de ConIFA | Copa Mundial de ConIFA | Copa Mundial de ConIFA | Copa Mundial de ConIFA | Copa Mundial de ConIFA | Copa Mundial de ConIFA | Copa Mundial de ConIFA | Copa Mundial de ConIFA | Copa Mundial de ConIFA |
| Año                    | Posición               | PJ                     | PG                     | PE                     | PP                     | GA                     | GC                     |                        |
| ---------------------- | ---------------------- | ---------------------- | ---------------------- | ---------------------- | ---------------------- | ---------------------- | ---------------------- | ---------------------- |
| 2014                   | 7.º                    | 5                      | 2                      | 3                      | 0                      | 5                      | 3                      |                        |
| 2016                   | No participó           | No participó           | No participó           | No participó           | No participó           | No participó           | No participó           |                        |
| 2018                   | No participó           | No participó           | No participó           | No participó           | No participó           | No participó           | No participó           |                        |
| 2020                   | Evento cancelado       | Evento cancelado       | Evento cancelado       | Evento cancelado       | Evento cancelado       | Evento cancelado       | Evento cancelado       |                        |
| Total                  | 1/4                    | 5                      | 2                      | 3                      | 0                      | 5                      | 3                      |                        |

| Europeada | Europeada | Europeada | Europeada | Europeada | Europeada | Europeada | Europeada | Europeada |
| Año       | Posición  | PJ        | PG        | PE        | PP        | GA        | GC        |           |
| --------- | --------- | --------- | --------- | --------- | --------- | --------- | --------- | --------- |
| 2008      | 5.º       | 4         | 2         | 0         | 2         | 8         | 5         |           |
| 2012      | 5.º       | 4         | 3         | 0         | 1         | 11        | 5         |           |
| 2016      | 2.º       | 6         | 3         | 2         | 1         | 14        | 6         |           |
| 2024      | 2.º       | 5         | 4         | 0         | 1         | 17        | 6         |           |
| Total     | 4/4       | 19        | 12        | 2         | 5         | 40        | 22        |           |